# Markus Aust

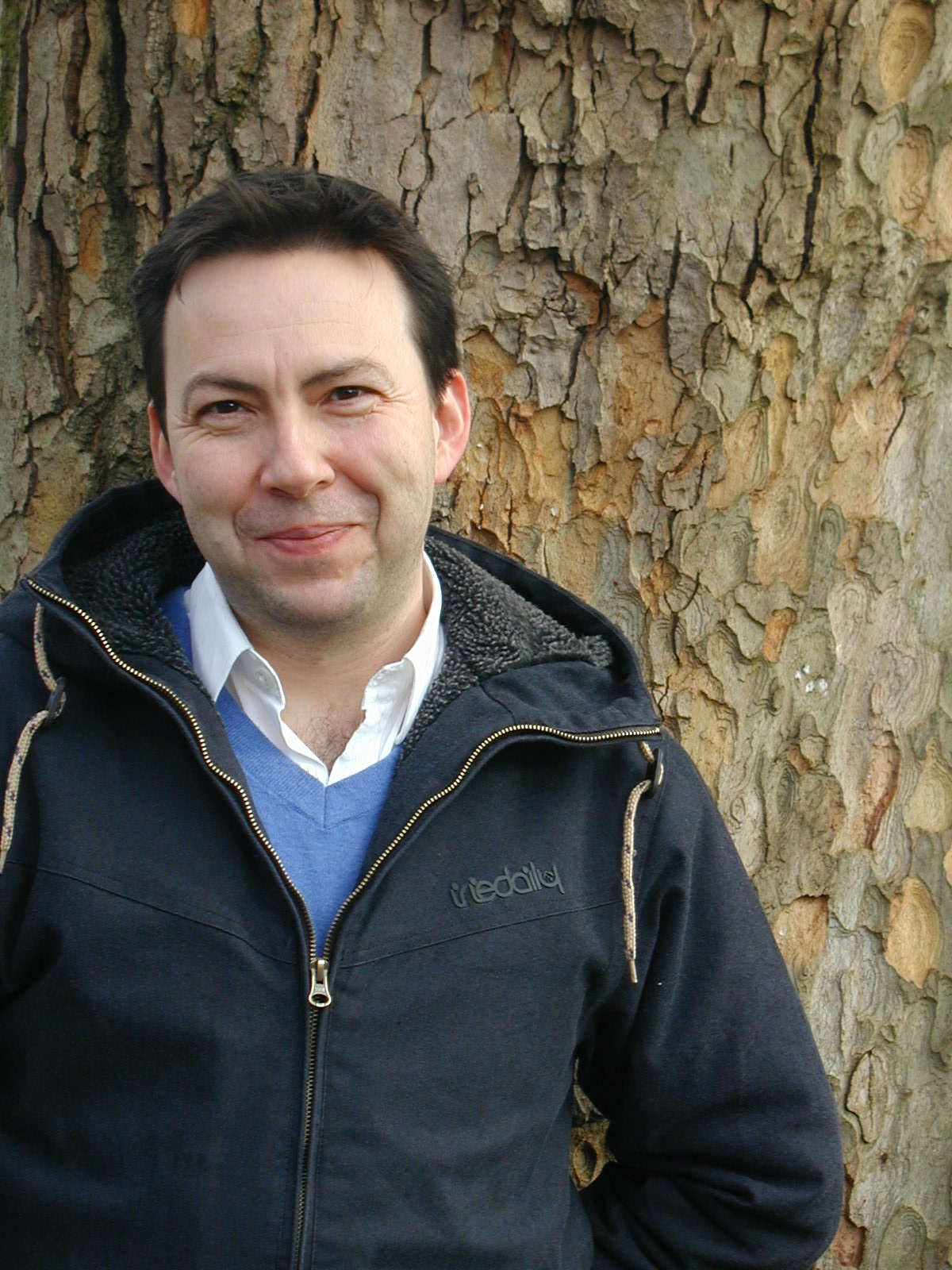
Markus Aust (2015)

Markus Aust (* 1967 in Recklinghausen) ist ein deutscher Komponist. Er arbeitet für Film, Fernsehen, Hörspiel und Bühne. Er komponierte Musik für zahlreiche Spiel- und Dokumentarfilme.

## Leben
Markus Aust wurde 1967 in Recklinghausen geboren. Er lernte während der Schulzeit klassische Gitarre, daneben Klavier, E-Bass und Schlagwerk. Ab 1988 besuchte er die Schule für Rundfunktechnik in Nürnberg und ließ sich zum Tontechniker ausbilden. Anschließend arbeitete er als Tontechniker und Sendeingenieur beim Norddeutschen Rundfunk im Landesfunkhaus Hannover und beim Deutschlandfunk in Köln. Anschließend studierte er Musikwissenschaft, Phonetik und Theater-, Film- und Fernsehwissenschaften an der Universität zu Köln. 1992 gründete er mit Stefan Bitterle die Medienagentur und Studio „Televisor“. Im gleichen Jahr kuratierte er mit seinen Brüdern Michael und Rochus die Kulturwoche „DuKunst“ in Iserlohn. 1993 kuratierte er ebenda die Klangkunst-Expo „Klangvisionen“.
Aust komponierte die Musik für zahlreiche Fernsehproduktionen. Mitte der 1990er Jahre schrieb er die Melodie für die ZDF-Dokumentationsserie „OP. Schicksale in Klinikum“. Ab dem Jahr 2000 komponierte Aust fürs Kino. Er schrieb die Musik für Arthouse-Spielfilme wie „Lowlights“, „Der Blaue Tiger“, „Pommes Essen“, „Von Glücklichen Schafen“ und eine Reihe von internationalen Kino-Dokumentarfilmen.
Markus Aust ist Mitglied der Deutschen Filmakademie und der European Film Academy.

## Filmographie als Komponist (Auswahl)
- 1995: Irgendwo gebettelt, irgendwo geklaut (dir. I. Jacobs, DW)
- 1996: 10 Jahre Tschernobyl (dir. I. Jacobs, ZDF)
- 1997: Schule des Verbrechens – Im Kinderknast (dir. I. Jacobs, ZDF)
- 1998: OP. Schicksale im Klinikum I (4×, dir. I. Jacobs, ZDF)
- 2000: OP. Schicksale im Klinikum II (6×, dir. I. Jacobs, ZDF)
- 2001: Algol-Tragödie der Macht (dir. H. Werckmeister, live-music for silent movie from 1920)
- 2001: Die Große Flucht: Verschleppt und Verloren (dir. I. Jacobs, ZDF)
- 2002: Die Eiserne Maria (dir. I. Jacobs, ZDF/Arte)
- 2004: Esther (Regie Jan Schomburg)
- 2004/05: Dream of Floating (dir. B. Gräftner, Can/D/A, ZDF/Arte)
- 2006/07: Innere Werte (dir. Jan Schomburg, ZDF/Kleines Fernsehspiel)
- 2008: Standortmitte (dir. G. Schick, 3Sat)
- 2008: Kleine Wirtschaft (dir. H. Marquaß)
- 2009: Der Zerteiler (dir. H. Marquaß)
- 2009: Wüstenglück (dir. G. Schick)
- 2009: Lowlights (dir. I. Miskinis, D/Lt)
- 2010: Das Archiv (dir. W. Kubny/P. Schnell/C. Pfeffer)
- 2011: Atom-Ruinen (Regie R. Brüning)
- 2011: Out of the Darkness (Regie S. Levi, mit Prem Rana)
- 2012: Pommes essen (Regie Tina von Traben)
- 2012: Modry Tygr (Regie Petr Oukropec)
- 2013: Drifters (Regie John Grierson, live-music for silent movie from 1929)
- 2013: Waves/Moug (Regie A. Nour)
- 2013: Schicht im Schacht (Regie R. Brüning)
- 2014: Ranga Yogeshwar in Fukushima (Regie R. Brüning)
- 2014: Von glücklichen Schafen (Regie K. Sözen)
- 2015: Der Pfad (Regie E. Brugger)
- 2015: Censored Voices (dir. Mor Loushy, IL/D) · won “Best Documentary” Award of the Israeli Film Academy 2015 · nom “Grand Jury Prize World Cinema – Documentary” Sundance Film Festival 2015 · nom “Best Israeli Film” DocAviv Film Festival 2015 · nom “Grierson Award” London Film Festival 2015
- 2016: Wer ist Oda Jaune? (Regie Kamilla Pfeffer)
- 2017: Liebe Oma Guten Tag! (dir. Jurate + Vilma Samulionyte, D/Lt) · nominated „Best Score“ Silver Crane Lithuanian Film Awards 2018
- 2018: Mit Büchern auf der Flucht (Regie G. Schick, ORF/3Sat)
- 2018: Dark Eden (Regie Jasmin Herold und Michael David Beamish) · won „Grimme-Preis“ · won „Deutscher Dokumentarfilmpreis 2019: Förderpreis des Hauses für Dokumentarfilm“, SWR Doku Festival Stuttgart · won „Green Horizons Award“ Filmfest Braunschweig · nom „6. Deutscher Dokumentarfilm-Musikpreis“, Dokfest München
- 2019: Hiobsbotschaft (2×, dir. I. aus der Mark, ARD/WDR)
- 2019: Wo Liebe allein nicht hilft (2×, dir. G. Schick, ARD/WDR)
- 2020: Hitler’s Slaves (Regie F. Dietrichs, ZDF)
- 2020: Strom to Go (Regie Reinhart Brüning, 3Sat)[2]
- 2022: Mein Lotta-Leben: Alles Tschaka mit Alpaka!
- 2023: Can and me (Dokumentarfilm)

## Auszeichnungen
- 2020: Grimme-Preis für den Film Dark Eden

## Werke (Auswahl)
- 1989: Blau für Trompete, Sprecher, Elektronik, Text: Oskar Loerke, 11 min
- 1990: Der halbe Mann und der Gott des Schicksals für Sprecher, Trompete, Orgel, Schlagwerk und Tonbänder, 30 min
- 1990: Mond 7 für Trompete und Harfe, 9 min
- 1990: Großer Schattentanz mit Rochus Aust, Ballettmusik, 31 min Auftragskomposition für das Moskauer Kammerballett/Allunionsfernsehen der UdSSR
- 1990: Symmetrie II mit Rochus Aust, für Trompete, Flügelhorn, Gitarre, E-Gitarre, Perkussion, elektr. Klangerzeuger und Tonbänder, 50 min
- 1991: Filme für Jogger, Videofilm
- 1991: Die Badende, Videoinstallation
- 1991/7: Die rückwärtsgesprochenen ein Klangraum nach einem Text von Paul Celan · Version1 für Trompete, Bassklarinette, Violoncello, Marimba und Elektronik/Version2 für drei Blechbläser, Marimba und Elektronik
- 1992: Alphabete/Drama mit Dmitrij A. Prigov und Stefan Bitterle, Hörspiel und Hörspielmusik, Text: Dmitrij A. Prigov, 30 min
- 1992: Mond 8 für Trompete und Harfe, 4 min
- 1992: Alle drei für Blockflöten, 6 min
- 1992: Schmetterlinge für Zahnarzt und Ensemble, 30 min
- 1992: KV594 für elektronische Klangerzeuger nach Mozarts Spieluhrenmusiken
- 1993: Der Stein für Singstimme und Gitarre, Text: Ossip Mandelstam
- 1993: Fischmusik mit Rochus Aust, Mixed Media Performance und Installation für Trompete/Flügelhorn, Fagott, Gitarre, Perkussion und Elektronik
- 1994: Automat mit Rochus Aust, Klanginstallation
- 1996: Einminutenstücke II als Musik zur Videoinstallation „Jetzt Jetzt Jetzt“ von Jörg Oswald
- 1996: Boote, Version 1 für Flöte und Tonband/Version 2 für Flügelhorn und Tonband/Version3 für Tuba und Tonband, (8 min)
- 1998: Stadtstimmungen für sieben Blechbläser
- 1999: Raum eins, Raumkonzert für einen Instrumentalisten
- 1999: Raum drei, Raumkonzert für drei Instrumentalisten
- 2000: concerto grosso peripherer musiker für zentriertes publikum mit Rochus Aust und Han H. de Groot · Interaktives Konzert für Musiker, computergesteuerte Elektronik und Publikum · EXPO-Version, Länge unbegrenzt/Konzerteröffnungsversion, 12 min/Konzertschlussversion, 9 min
- 2001: marble attack mit Rochus Aust, Visuelles Konzert/Installations-Performance für Sopran, Trompete, Bassklarinette, Perkussion und Elektronik, 42 min
- 2001: g-tv mit Rochus Aust für 2–4 Gitarren und Fernseher, 7 min Auftragskomposition des Amadeus Guitar Duo
- 2001: Sarara Tangled zu einem Tanzstück von Rodolpho Leoni, 40 min
- 2002: O2 zum Tanzstück von In-Jung Jun, 60 min
- 2003: Boxing zur Choreographie von In-Jung Jun, 60 min
- 2005: agua sin gas zum Tanzstück von Julia Riera, 30 min
- 2008: continueEnding zum Tanzstück von Gerda König/DinA13, 60 min
- 2009: Frau K. zum Tanzstück von Suna Göncü, 40 min
- 2009: die feder für Flöte, Violoncello und Klavier, 12 min
- 2010: MIRA.eiNs zum Tanzstück von Julia Riera und Emily Welther, 40 min
- 2010: Garten, Klanginstallation, 20 min
- 2010: IN_FOCUS_OUT zum Tanzstück von Gerda König/DinA13, 60 min
- 2011: nuclear-boy, Hörstück für eine Jukebox, 4 min
- 2012: nuclear-boy, Hörstück fürs Radio, 52 min
- 2013: Drifters mit Rochus Aust, Dokumentarfilm von John Grierson (UK 1929) mit Live-Filmmusik für Stromorchester, 50 min Auftragskomposition des 30. Dokumentarfilm- und Videofest Kassel
- 2013: der traum, für Stimme und Elektronik, Text: Jean Paul, 21 min
- 2014: Next Stop Maracana mit Gerhard Schick, Hörstück fürs Radio und AudioGuide/ReiseApp, 52 min
- 2018: deep roll zum Tanzstück „role on“ von Gitta Roser, 60 min
- 2020: Symmetrie IV, für vier tiefe Flöten und vier tiefe Klarinetten, 4 min